# Animal du cœur

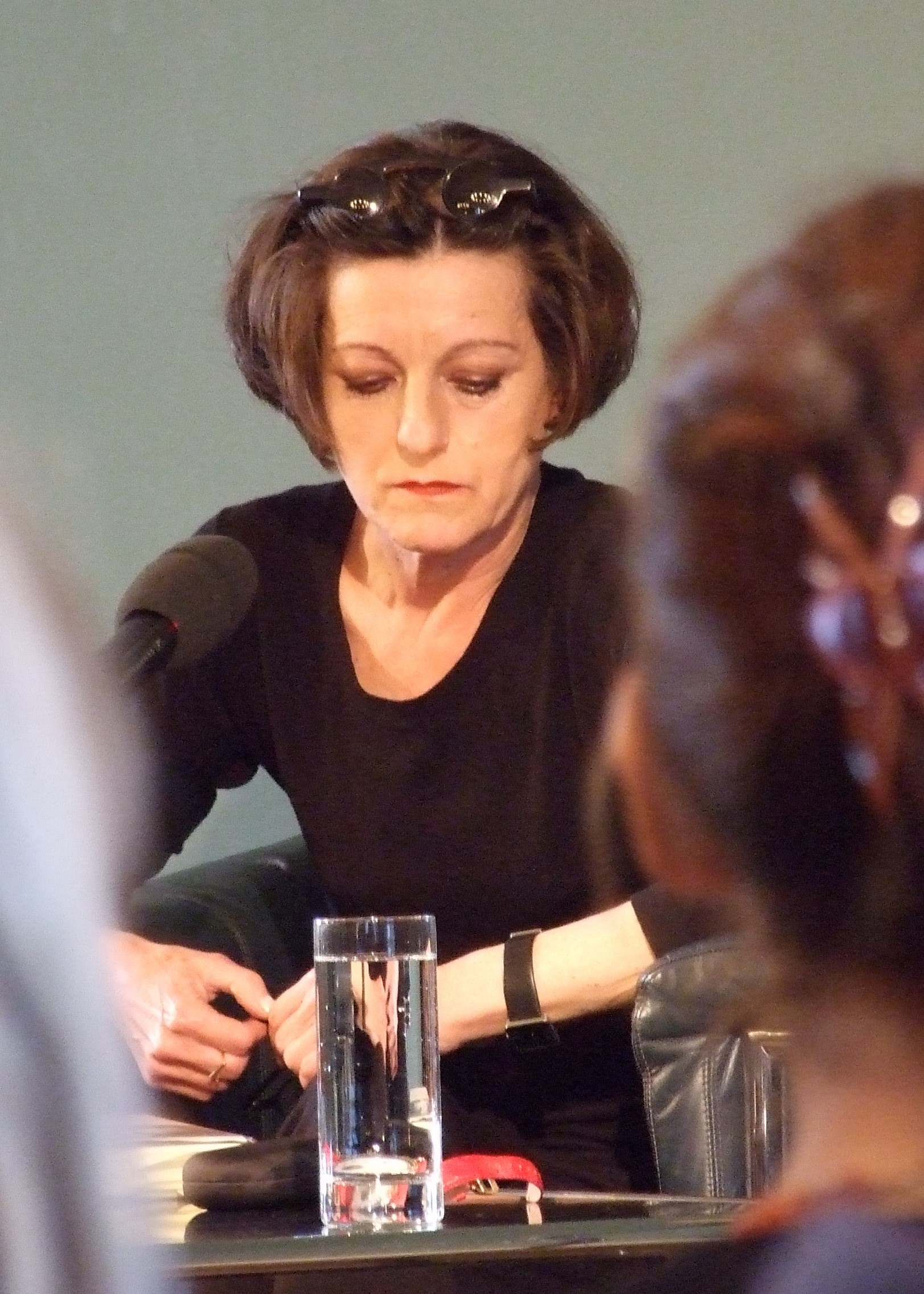
Herta Müller au prix du livre allemand de Francfort

Animal du cœur (titre original en allemand : Herztier) est le deuxième roman de la femme de lettres allemande d'origine roumaine Herta Müller. Il est paru dans sa langue d'origine en 1993 aux éditions Rowohlt Verlag. Il est traduit en français par Claire de Oliveira et paraît aux éditions Gallimard en 2012.

## Contenu
Le roman raconte l'histoire et le destin de quatre étudiants de la communauté allemande de Roumanie, durant le régime communiste du dictateur Nicolae Ceaușescu, dans les années 1980.

## Traductions
- anglais : The Land of Green Plums, traduction de Michael Hofmann (en) parue en 1996 ;
- français : Animal du cœur, traduction de Claire de Oliveira parue en 2012 ;
- finnois : Sydäneläin, traduction de Raija Jänicke paru en 1996 ;
- néerlandais : Hartedier, traduction de Ria van Hengel parue en 1996 ;
- roumain : Animalul inimii, traduction de Nora Iuga parue en 1997 ;
- suédois : Hjärtdjur, traduction de Karin Löfdahl (sv) parue en 1996.

## Réception
La critique francophone est peu nombreuse et très favorable,.